# Pleurothyrium glabrifolium
Pleurothyrium glabrifolium är en lagerväxtart som beskrevs av H. van der Werff. Pleurothyrium glabrifolium ingår i släktet Pleurothyrium och familjen lagerväxter. Inga underarter finns listade i Catalogue of Life.